# سان ایگناشیو (تگزاس)
سان ایگناشیو (به انگلیسی: San Ygnacio) یک منطقهٔ مسکونی در ایالات متحده آمریکا است که در شهرستان زاپاتا، تگزاس واقع شده‌است. سان ایگناشیو ۶۶۷ نفر جمعیت دارد.